# محافظة سانغا مبايري الاقتصادية
محافظة سانغا مبايري الاقتصادية (بالفرنسية: Sangha-Mbaéré)‏ هي محافظة اقتصادية في جمهورية أفريقيا الوسطى، بلغ عدد سكانها 101,074  نسمة وذلك حسب إحصائيات سنة 2003، عاصمتها نولا ‏، تبلغ مساحتها 19,412 كيلومتر مربع.

## الموقع
تشترك في الحدود مع:
- مامبرة كاديي
- لوبايه.